# Løkken Miniby
Løkken Miniby er en model af byen Løkken, som den så ud omkring år 1900. Der arbejdes stadigt på projektet. Det var en gruppe borgere som i 2002 tog initiativ til at starte projektet. Bygningerne er opført i målestoksforholdet 1:10 og er udstillet på en plads i Vendsyssels Plantage med indgang fra Søndergade i Løkken. På pladsen er der lavet et gadeforløb i samme målestoksforhold, så husene kan placeres korrekt.
Arbejdet udføres af frivillige på værkstedet, Egevej 49 i Løkken. Der er åbent mandag og torsdag formiddag i værkstedet.